# Сейф у в'язниці
Сейф у в'язниці (англ. Safe in Jail) — американська короткометражна кінокомедія Мака Сеннета 1913 року.

## У ролях
- Форд Стерлінг — констебль
- Едгар Кеннеді — 1-й аферист
- Реймонд Гаттон — 2-й аферист
- Роско «Товстун» Арбакл — сусідка
- Чарльз Ейвері — чоловік сусідки
- Берт Ганн — сільський житель
- Генк Манн — сільський житель
- Артур Таварес — сільський житель